# 1-я гвардейская авиационная дивизия дальнего действия
1-я гвардейская авиационная Орловская дивизия дальнего действия (1-я гв. ад дд) — авиационное соединение Военно-Воздушных сил (ВВС) Вооружённых Сил РККА бомбардировочной авиации, принимавшее участие в боевых действиях Великой Отечественной войны.

## История наименований дивизии
- 81-я авиационная дивизия;
- 81-я бомбардировочная авиационная дивизия;
- 3-я авиационная дивизия дальнего действия;
- 1-я гвардейская авиационная дивизия дальнего действия[1];
- 1-я гвардейская авиационная Орловская дивизия дальнего действия;
- 11-я гвардейская бомбардировочная авиационная Орловская дивизия;
- 11-я гвардейская бомбардировочная авиационная Орловская Краснознамённая дивизия;
- 11-я гвардейская бомбардировочная авиационная Орловско-Берлинская Краснознамённая дивизия;
- 11-я гвардейская тяжёлая бомбардировочная авиационная Орловско-Берлинская Краснознамённая дивизия;
- 25-я ракетная дивизия (01.04.1959 г.)[2];
- 23-я гвардейская ракетная Орловско-Берлинская Краснознамённая дивизия[2];
- Войсковая часть 21201[2].

## История и боевой путь дивизии
За успешные боевые действия 3-я авиационная дивизия дальнего действия 26 марта 1943 года переименована в 1-ю гвардейскую авиационную дивизию дальнего действия. По завершении Сталинградской битвы дивизия действовала с аэродрома в Монино.
В соответствии с решением ГКО СССР командир дивизии генерал-майор авиации Юханов с 20 мая 1943 года назначен командиром вновь формируемого на базе 1-й гвардейской авиационной дивизией дальнего действия 1-го гвардейского авиационного корпуса дальнего действия. Дальнейшее переформирование дивизии происходило назначенным на должность командира дивизии полковником С. С. Лебедевым на базе 2-го гвардейского авиационного полка дальнего действия.
Дивизия вошла в состав корпуса, где и прошла дальнейший боевой путь, участвуя в операциях:
- Орловская операция «Кутузов»[5] — с 12 июля 1943 года по 18 августа 1943 года.
- Смоленско-Рославльская операция[5] — с 15 сентября 1943 года по 2 октября 1943 года.
- Ленинградско-Новгородская операция[5] — с 14 января 1944 года по 1 марта 1944 года.
- Воздушная операция против Финляндии — с 6 февраля 1944 года по 27 февраля 1944 года.
- Витебско-Оршанская операция[5] — с 23 июня 1944 года по 28 июня 1944 года.
- Белорусская операция «Багратион»[5] — с 23 июня 1944 года по 29 августа 1944 года.
- Минская операция[5] — с 29 июня 1944 года по 4 июля 1944 года.
- Полоцкая операция[5] — с 29 июня 1944 года по 4 июля 1944 года.
- Вильнюсская операция[5] — с 5 июля 1944 года по 20 июля 1944 года.
- Рижская операция[5] — с 14 сентября 1944 года по 22 октября 1944 года.
- Таллинская операция[5] — с 17 сентября 1944 года по 26 сентября 1944 года.

Всего с июня по ноябрь 1943 года дивизия выполнила 2473 боевых вылета с налётом 9266 часов. В конце ноября командир дивизии полковник Лебедев С. С. отстранён от руководства дивизии и на эту должность был назначен Герой Советского Союза полковник Балашов Иван Филиппович.
В конце ноября 1943 года дивизия перебазировалась в район Выползово (20 км западнее Бологое) и приступила к боевой работе по объектам и войскам противника в Прибалтике и Восточной Пруссии.
В феврале 1944 года полки дивизии участвовали в налёте на Хельсинки. В результате нанесения бомбового удара нанесён значительный ущерб объектам военной инфраструктуры. Пламя пожаров от ударов наблюдалось ночью на удалении 350—400 км от Хельсинки
За отличия в боях при проведении Орловской операции 1-й гвардейской авиационной дивизии дальнего действия Приказом НКО СССР № 0137 от 27 мая 1944 года присвоено почётное наименование «Орловская».
С мая 1944 года дивизия перебазировалась в район Чериков (Могилевская область), откуда наносила бомбовые удары по сосредоточениям войск противника в районах Киева, Минскв, Барановичей. С сентября 1944 года по март 1945 года полки дивизии дислоцировались на аэродроме Барановичи и действовали по объектам и войскам противника в Прибалтике, Польше, Восточной Пруссии и Венгрии.
1-я гвардейская авиационная дивизия дальнего действия 26 декабря 1944 года Директивой Генерального Штаба № орг.10/315706 от 26 декабря 1944 года преобразована в 1-ю гвардейскую бомбардировочную авиационную Орловскую дивизию, а 1-й гвардейский авиационный корпус дальнего действия, куда входила дивизия — в 1-й гвардейский бомбардировочный авиационный корпус.

### В действующей армии
В составе действующей армии дивизия находилась с 30 марта 1943 года по 26 декабря 1944 года.

### Командир дивизии
| Звание                           | Имя                      | Период                                     | Примечание                                                                           |
| -------------------------------- | ------------------------ | ------------------------------------------ | ------------------------------------------------------------------------------------ |
| Генерал-майор авиации            | Юханов Дмитрий Петрович  | 26 марта 1943 года — 25 мая 1943 года      | убыл на должность командира 1-го гвардейского авиационного корпуса дальнего действия |
| Полковник                        | Лебедев Сергей Сергеевич | 22 мая 1943 года — 26 ноября 1943 года     | отстранён от должности                                                               |
| Полковник, Генерал-майор авиации | Балашов Иван Филиппович  | 27 ноября 1943 года — 26 декабря 1944 года |                                                                                      |

### В составе объединений
| Дата          | Армия                     | Корпус                                               |
| ------------- | ------------------------- | ---------------------------------------------------- |
| 22.05.1943 г. | Авиация дальнего действия | 1-й гвардейский авиационный корпус дальнего действия |
| 26.12.1944 г. | 18-я воздушная армия      | 1-й гвардейский бомбардировочный авиационный корпус  |

## Части и отдельные подразделения дивизии
За весь период своего существования боевой состав дивизии оставался постоянным:
| Период                     | Наименование                                                         | Вооружение                                                    |
| -------------------------- | -------------------------------------------------------------------- | ------------------------------------------------------------- |
| 30.03.1943 — 26.12.1944 г. | 2-й гвардейский авиационный полк дальнего действия                   | Ил-4, с августа 1943 года — В-25, переименован во 2-й гв. бап |
| 30.03.1943 — 22.05.1943 г. | 6-й гвардейский бомбардировочный авиационный полк                    | Ил-4, передан в 6-ю гв. ад дд                                 |
| 05.07.1943 — 26.12.1944 г. | 16-й гвардейский бомбардировочный авиационный полк дальнего действия | Ил-4, переименован в 16-й гв. бап                             |

## Почётные наименования
- 1-й гвардейской авиационной дивизии дальнего действия за отличия в боях при проведении Орловской операции присвоено почётное наименование «Орловская»[9].
- 2-му гвардейскому авиационному полку дальнего действия 25 сентября 1943 года за отличия в боях при форсировании реки Днепр и овладении штурмом городов Смоленск — важнейшего стратегического узла обороны немцев на западном направлении, и Рославль — оперативно важным узлом коммуникаций и мощным опорным пунктом обороны немцев на могилевском направлении на основании приказа Верховного Главнокомандующего присвоено почётное наименование «Смоленский»[10].
- 16-му гвардейскому авиационному полку дальнего действия 31 октября 1944 года за отличие в боях при овладении столицей Советской Латвии городом Рига — важной военно-морской базой и мощным узлом обороны немцев в Прибалтике на основании приказа Верховного Главнокомандующего присвоено почётное наименование «Рижский»[11].

## Награды
- 2-й гвардейский авиационный полк дальнего действия Указом Президиума Верховного Совета СССР награждён орденом «Боевого Красного Знамени».

## Благодарности Верховного Главнокомандующего
Воинам дивизии в составе корпуса объявлены благодарности Верховного Главнокомандующего:
- За прорыв обороны немцев на бобруйском направлении, юго-западнее города Жлобин и севернее города Рогачёв[12].
- За отличие в боях при овладении столицей Советской Латвии городом Рига — важной военно-морской базой и мощным узлом обороны немцев в Прибалтике[11].

## Отличившиеся воины дивизии
- Алейников Сергей Петрович, гвардии майор, штурман 16-го гвардейского авиационного полка дальнего действия 1-й гвардейской бомбардировочной авиационной дивизии дальнего действия 1-го гвардейского авиационного корпуса дальнего действия Указом Президиума Верховного Совета СССР 19 августа 1944 года удостоен звания Герой Советского Союза. Золотая Звезда № 4078.
- Полежаев Семён Антонович, гвардии майор, командир эскадрильи 16-го гвардейского авиационного полка дальнего действия 1-й гвардейской бомбардировочной авиационной дивизии дальнего действия 1-го гвардейского авиационного корпуса дальнего действия Указом Президиума Верховного Совета СССР 13 марта 1944 года удостоен звания Герой Советского Союза. Золотая Звезда № 3392.
- Титов Фёдор Иванович, гвардии старший лейтенант, заместитель командира эскадрильи 2-го гвардейского авиационного полка дальнего действия 1-й гвардейской бомбардировочной авиационной дивизии дальнего действия 1-го гвардейского авиационного корпуса дальнего действия Указом Президиума Верховного Совета СССР 19 августа 1944 года удостоен звания Герой Советского Союза. Золотая Звезда № 4417.
- Тихонов Павел Иванович, гвардии майор, командир эскадрильи 2-го гвардейского авиационного полка дальнего действия 1-й гвардейской бомбардировочной авиационной дивизии дальнего действия 1-го гвардейского авиационного корпуса дальнего действия Указом Президиума Верховного Совета СССР 19 августа 1944 года удостоен звания Герой Советского Союза. Золотая Звезда № 4372.
- Швец Степан Иванович, гвардии майор, командир эскадрильи 16-го гвардейского авиационного полка дальнего действия 1-й гвардейской бомбардировочной авиационной дивизии дальнего действия 1-го гвардейского авиационного корпуса дальнего действия Указом Президиума Верховного Совета СССР 18 сентября 1943 года удостоен звания Герой Советского Союза. Золотая Звезда № 1723.
- Харитонов Николай Николаевич, гвардии старший лейтенант, командир звена 2-го гвардейского авиационного полка дальнего действия 1-й гвардейской бомбардировочной авиационной дивизии дальнего действия 1-го гвардейского авиационного корпуса дальнего действия Указом Президиума Верховного Совета СССР 19 августа 1944 года удостоен звания Герой Советского Союза. Золотая Звезда № 4418.